# Jardin Lily-Laskine
Jardin Lily-Laskine är en park i Quartier des Ternes i Paris 17:e arrondissement. Parken är uppkallad efter den franska harpisten Lily Laskine (1893–1988). Parkens ingång är belägen vid Rue du Caporal-Peugeot 5. I Jardin Lily-Laskine växer ginnalalönn, akacia, björkar, mullbärsträd och äppelträd.

## Omgivningar
- Sainte-Odile
- Notre-Dame-de-Compassion
- Saint-Ferdinand-des-Ternes
- Square Saint-Odile
- Place de la Porte de Champerret
- Square Danton
- Square Chaptal
- Square du Caporal-Peugeot

## Bilder
| - Sainte-Odile. - Notre-Dame-de-Compassion. - Saint-Ferdinand-des-Ternes. |

## Kommunikationer
- Tunnelbana – linje  – Louise Michel
- Busshållplats L'Yser et La Somme – Paris bussnät, linje 93

### Webbkällor
- ”Jardin Lily-Laskine”. Paris.fr. https://www.paris.fr/equipements/jardin-lily-laskine-2639. Läst 4 mars 2021.
- ”Jardin Lily-Laskine”. Les rues de Paris. http://www.parisrues.com/rues17/paris-17-jardin-lily-laskine.html. Läst 4 mars 2021.